# Polyaminy
Polyaminy jsou organické sloučeniny s více než dvěma aminovými skupinami. Mohou být přírodní i umělé. Alifatické polyaminy jsou bezbarvé, hygroskopické a rozpustné ve vodě. Aromatické polyaminy jsou při běžných teplotách krystalické pevné látky.

## Přírodní polyaminy
Nízkomolekulární polyaminy se nacházejí ve všech typech organismů. K nejběžnějším patří triamin spermidin a tetraamin spermin; tyto látky jsou svou strukturou podobné diaminům putrescinu a kadaverinu. Metabolismus polyaminů je řízen enzymem ornitindekarboxylázou. Polyaminy se nacházejí ve vysokých koncentracích v mozcích savců.

spermidin
spermin

## Syntetické polyaminy
Některé polyaminy se používají v průmyslu a v laboratořích. Mají využití jako aditiva do motorových paliv a jako reaktanty při výrobě epoxidových pryskyřic.
K syntetickým polyaminům mimo jiné patří:
- Diethylentriamin, H2N-CH2CH2-NH-CH2CH2-NH2. Od něj odvozený pentamethyldiethylentriamin se používá jako chelatační činidlo v organokovové chemii.
- Triethylentetramin (H2N-CH2CH2-NH-CH2CH2-NH-CH2CH2-NH2), tetraethylenpentamin (H2N-CH2CH2-NH-CH2CH2-NH-CH2CH2-NH-CH2CH2-NH2), pentaethylenhexamin
- Makrocyklické polyaminy: 1,4,7-triazacyklononan a cyklen ((NHCH2CH2)4).
- Tris(2-aminoethyl)amin - rozvětvený polyamin; podobnou látkou je 1,1,1-tris(aminomethyl)ethan.

Tris(2-aminoethyl)amin
Cyklen
1,4,7-triazacyklononan
1,1,1-Tris(aminomethyl)ethan
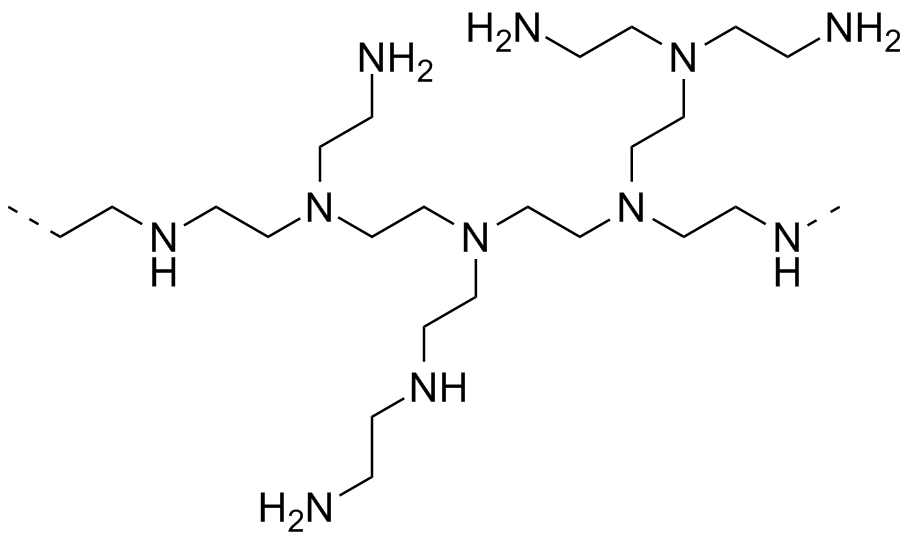
Monomer polyethyleniminu

Polyethylenamin je polymer odvozený od aziridinu.

## Biologické účinky
I když byl dobře popsán mechanismus regulace biosyntézy polyaminů, tak jsou jejich biologické funkce známy pouze z části. V amoniové kationtové formě se vážou na DNA. Rovněž spouštějí posun ribozomálního rámce během translace.
Inhibice syntézy polyaminů způsobuje zpomalení nebo zastavení buněčného cyklu, který se může obnovit dodáním polyaminů z vnějšího zdroje. Většina eukaryotních buněk má na svých membránách polyaminový tranportní systém, který přenáší exogenní polyaminy dovnitř buňky. Tento systém je velmi aktivní u rychle se množících buněk a je cílem některých vyvíjených chemoterapeutik.
Polyaminy, jako například NMDA receptory a AMPA receptory, slouží také jako modulátory iontových kanálů. Rovněž spouštějí odpověď kolicin E7 operonu a omezují funkci enzymů nutných k příjmu kolicinu E7, čímž přispívají k snadnějšímu přežití bakterií E. coli vytvářejících tuto látku.
Polyaminy zvyšují propustnost hematoencefalické bariéry.
Podílejí se také na řízení stárnutí rostlinných orgánů a proto bývají řazeny mezi rostlinné hormony. Rovněž se účastní řízení programované buněčné smrti.

## Biosyntéza sperminu, spermidinu a theosperminu

Biosyntéza spermidinu a sperminu z putrescinu, Ado = 5'-adenosyl

Spermidin vzniká v organismech z putrescinu přes dekarboxylovaný S-adenosyl-L-methionin (SAM). Reakci katalyzuje enzym sperminsyntáza.
Spermin se tvoří ze spermidinu za přítomnosti sperminsyntázy.
Thermospermin (NH2-(CH2)3-NH-(CH2)3-NH-(CH2)4-NH2) je strukturní izomer sperminu, ze kterého vzniká působením theosperminsyntázy.